# Acolhuacan

Il glifo azteco per indicare Acolhuacan

Acolhuacan (nota anche come Aculhuacan) (nahuatl: ācōlhuahcān; pronunciato aːkoːlˈwaʔkaːn) fu una provincia precolombiana situata nella parte orientale della Valle del Messico, abitata dagli Acolhua. La sua capitale era Texcoco (Tetzcoco). Tra le altre altepetl (città-stato) ad Acolhuacan si ricordano Coatl Ichan, Ecatepec, Teotihuacan e Tepetlaoztoc.